# Lorenzo de Nevers
 (septembre 2010).
Si vous disposez d'ouvrages ou d'articles de référence ou si vous connaissez des sites web de qualité traitant du thème abordé ici, merci de compléter l'article en donnant les références utiles à sa vérifiabilité et en les liant à la section « Notes et références ».
 (janvier 2015).
Lorenzo de Nevers, né à la Baie-du-Febvre (aujourd’hui Saint-Elphège), comté de Yamaska, le 13 juin 1877 et mort le 29 mars 1967 à l’hôpital Fogarty à North Smithfield, est un peintre canadien.

## Biographie

### Famille
Lorenzo de Nevers est le huitième fils d’Abraham Boisvert et de Marie Biron, il était de la neuvième génération au Québec. La généalogie nous révèle qu’à la cinquième génération, le nom de Nevers a changé en celui de Boisvert. Monsieur Ernest Laforce dont la grand-mère était la sœur de la grand-mère de Lorenzo de Nevers, explique ainsi le changement de nom : Trois de Nevers s’étaient fixés à la Baie Saint-Antoine dite Baie-du-Febvre. L’un d’eux choisit comme établissement un domaine du Côteau du Bois Vert. Pour le distinguer des autres lorsqu’on parlait de lui on disait : de Nevers du bois vert; puis ce fut de Nevers dit Boisvert, et finalement à la cinquième génération, Boisvert tout court.
Ce n’est que vers 1896, alors que la famille Boisvert avait émigré à Central Falls, Rhode Island, qu'Edmond de Nevers, le fils aîné, avocat, entreprit les démarches appropriées pour récupérer le nom véritable de la famille, à savoir celui de « de Nevers », par le truchement d’une loi à caractère privé passée à la législature du Rhode Island. Lorenzo devint ainsi de Nevers.

### Ses études
Ses parents l’inscrivirent aux cours de dessin de la Rhode Island School of Design. Quand il eut atteint l’état d’homme, soit 17 ans, son frère Edmond de Nevers, déjà aux études à Paris, persuada ses parents d’envoyer Lorenzo étudier la peinture en Europe. Les parents consentirent pour une durée d’un an. Lorenzo ne rentra au pays que quinze ans plus tard.
À Paris, sous Benjamin Constant et Jean-Paul Laurens, il suivit pendant deux ans, les cours de l’Académie Julian reconnue alors comme une des meilleures écoles d’expression picturale. Signalons que Lorenzo de Nevers a très bien connu également à cette époque, Pablo Picasso et Paul-Émile Borduas.
Selon Rosaire Dion-Lévesque, c’est en 1902 que Lorenzo fut admis aux Beaux-Arts de Paris. Il y passe dix ans sous la direction des grands maîtres de la peinture (Gabriel Ferrier et Léon Bonnat). Concourant au Grand Prix de Rome, il se porta neuvième sur 400 candidats. Il avait présenté sa première toile marquante : Fuite en Égypte.
C’était pratique courante à cette époque plus qu’aujourd’hui encore pour les artistes en herbe et aussi pour les artistes formés, de copier les chefs-d'œuvre des grands maîtres, les premiers pour se faire la main, les seconds pour reproduire des toiles qui répondaient à un besoin sur le marché des œuvres d’art. Ils devaient cependant se conformer strictement à une simple règle absolue: la copie ne devait en aucun cas être de même dimension que l’original.

### Lien avec l'art canadien
Dans les annales d’histoire de l’art canadien, publiées par Owl’s Head Press pour le compte de l’Université Concordia (Volume II, no 1, été 1975), une étude présentée par Monsieur Laurier Lacroix de l’université de Paris X-Nanterre, nous renseigne sur Les artistes canadiens copistes au Louvre (1838-1908).
Parmi  les noms d’artistes canadiens qui ont ainsi copié des œuvres au Louvre avant ou à la même époque que Lorenzo de Nevers, on relève : Maurice Cullen (1866-1934), Ludger Larose (1868-1915), John Lyman (1886-1967), le couple Dubé, Cornelius Krieghoff (1815-1872), Joseph-Charles Franchère (1891).

## Musées et collections
- Musée national des beaux-arts du Québec, Québec.
- Société du patrimoine religieux du diocèse de St-Hyacinthe, Saint-Hyacinthe[5].

### Œuvres
En ce qui concerne Lorenzo de Nevers, les Archives du Louvre révèlent une partie de ses œuvres.
| Auteur                      | Sujet du tableau (œuvre copiée)                 | Date              |
| --------------------------- | ----------------------------------------------- | ----------------- |
| Benouville                  | Saint-François d’Assise bénit la ville d’Assise | 21 mars 1900      |
| Rosa Bonheur                | Labourage                                       | 20 septembre 1900 |
| Boucher                     | La toilette de Vénus                            | 12 juin 1900      |
| Boucher                     | Pastorale (Le nid)                              | 10 avril 1902     |
| Boucher                     | Berger et bergère                               | 16 septembre 1905 |
| Brascassat                  | Paysage et animaux                              | 30 août 1905      |
| Brawer (Adriaen)            | Le fumeur                                       | 19 décembre 1901  |
| Chardin                     | Le bénédicté                                    | 28 novembre 1902  |
| Courbet (Gustave)           | Chevreuil sous bois                             | 9 mars 1900       |
| Daubigny (Charles François) | Le printemps                                    | 28 février 1901   |
| Flandrin (Jean-Hyppolyte)   | Portrait de jeune fille                         | 23 mai 1900       |
| Fromentin (Eugène)          | La chasse au faucon en Algérie                  | 26 janvier 1900   |
| Greuze (J.B.)               | La laitière                                     | 28 février 1901   |
| Greuze (J.B.)               | L’accordée du village                           | 3 octobre 1905    |
| Huet (Jean-Baptiste)        | Chien attaquant deux oies                       | 3 février 1900    |
| Huignon                     | Avoine en fleur                                 | 22 novembre 1899  |
| Murillo                     | Le Jeune Mendiant                               | 5 avril 1905      |
| Ollivier (M. Barthelemy)    | Le thé à l’anglaise                             | 11 octobre 1901   |
| Rembrandt                   | Portrait d’un jeune homme                       | 14 avril 1907     |
| Reni                        | Ecce Homo                                       | 4 août 1900       |
| Teniers                     | Le fumeur                                       | 30 août 1900      |
| Teniers (David)             | Paysage et intérieur de ferme                   | 1er mai 1900      |
| Vicelli (Tiziano)           | Alphonse de Ferrare et Laurre de Dante          | 25 septembre 1900 |
| Troyon (Constant)           | Bœufs se rendant au labour                      | 5 février 1902    |
| Vernet (Claude Joseph)      | Paysage, les baigneuses                         | 29 janvier 1906   |
| Le Brun                     | Portrait de Mme Lebrun et de sa fille           | 24 mai 1901       |
| Le Brun (Mme E.L. Vigée)    | La paix ramenant l’abondance                    | 7 avril 1901      |

## Prix et reconnaissances
Doué également d’une voix de baryton, Lorenzo a joué des rôles et chanté à l’Odéon et à l’Opéra Comique, jouant l’Escamillo dans Carmen et Valentin dans Faust.
Ayant donc quitté l’Europe de façon définitive en 1914 en raison de la guerre, Lorenzo de Nevers s’est d’abord installé à Central Falls où demeuraient ses frères, puis à Providence, à New York, Central Park South, où il est demeuré 17 ans, et à Montréal quelques années. Vers 1952, il revenait à Central Falls. Il voyageait souvent à Montréal et aussi à Saint-Hyacinthe où il avait de nombreux amis dont M. et Mme Henri Duprat et la sœur de Madame (Rollande), l’artiste peintre Irène Legendre.
Selon Philippe A. Lajoie, aux États-Unis, en plus des portraits des anciens présidents Franklin D. Roosevelt et Dwight D. Eisenhower, de Thomas E. Dewey, gouverneur de New York, et Aram J. Pothier, gouverneur du Rhode Island, il a peint les portraits de :
- Hugo A. Dubuque, premier magistrat franco-américain de la Cour Supérieure de Massachusetts, portrait commandé par le Club Calumet, et qui reste aujourd’hui (mars 1972) en la possession de l’indépendant de Fall River, dont il fut en 1885, l’un des fondateurs :
- portraits grandeur nature qui ornent les murs du salon de réception au bureau principal de l’Union Saint-Jean-Baptiste d’Amérique à Woonsocket : M. Henri T. Ledoux, de Nashua, N.H., troisième président général; J. Adélard Philias I. Jalbert, deuxième directeur de la Caisse de l’Écolier de la Société;
- portraits de maires franco-américains de Manchester, N. H.;
- portraits des quatre premiers présidents de l’Association Canado-Américaine; Théophile B. Biron, Dr. Armand A.E. Brien, le juge Elphège J. Daignault et Adolphe Robert.
- Au Capitole de l’État du Rhode Island et sur les murs des quartiers généraux de l’Union Saint-Jean-Baptiste d’Amérique et de l’Association Canado-Américaine, le public peut admirer une trentaine des œuvres de M. De Nevers.

Dans l’ouest canadien, à l’évêché de Prince-Albert en Saskatchewan, il a décoré la cathédrale, ainsi que la chapelle privée de Mgr Prudhomme.
À Montréal, il a peint les portraits des anciens premiers ministres Sir Wilfrid Laurier et Louis Stephen Saint-Laurent; Jacob Nichols, le cardinal Léger, le père Pierre Smet,  le lieutenant-gouverneur Esioff Patenaude (toile disparue dans l’incendie à Bois-de-Coulonge le 20 février 1966, et l’ancien maire de Montréal, Camilien Houde.
Lorenzo de Nevers excellait également dans les paysages. Au cours de sa longue carrière qui s’étend sur une cinquantaine d’années, il a peint quelque mille cinq cents scènes qui ornent les murs de centaines de résidences en France, en Belgique, au Canada et aux États-Unis d’Amérique.
Le dimanche 25 février 1962 à Pawtucket, R.I. Lorenzo de Nevers était décoré de la médaille de l’Ordre du Mérite Franco-Américain.
En 1965 il alla rejoindre son frère Wilfrid à l’hospice Saint-Antoine à Woonsocket, et le 29 mars 1967, il mourait à l’hôpital Fogarty à North Smithfield, à l’âge de 89 ans.